# Koukdjuak
Koukdjuak – rzeka w Kanadzie w prowincji Nunavut na wyspie Ziemia Baffina. Wypływa z jeziora Nettilling w jego zachodniej części i przepływa przez równinę Great Plain of the Koukdjuak. Uchodzi do Basenu Foxe'a. Jej długość wynosi około 80 km, spadek około 30 m. 
W wodach rzeki występuje golec zwyczajny.